# Купининце
Купининце (на сръбски: Купининце или Kupinince) е село в Югоизточна Сърбия, Пчински окръг, Град Враня, община Враня.

## География
Селото се намира във Вранската котловина, северно от язовир Александровац и близо до левия бряг на Требешинската река, малко преди вливането и в река Южна Морава. Отстои на 7 км южно от общинския и окръжен център Враня, на 4,8 км северозападно от село Долно Требешине, на 1,7 км северно от село Александровац и на 2,5 км североизточно от село Ратае.

## История
По време на Първата световна война селото е във военновременните граници на Царство България, като административно е част от Вранска околия на Врански окръг.

## Население
Според преброяването на населението от 2011 г. селото има 104 жители.

### Етнически състав
Данните за етническия състав на населението са от преброяването през 2002 г.
- сърби – 133 жители (99,25%)
- неизяснен – 1 жител (0,74%)